# Gestalt terapija
Gestalt terapija je eksistencialna oz. izkustvena oblika psihoterapije, ki poudarja osebno odgovornost in se osredotoča na posameznikovo izkušnjo v sedanjem trenutku, odnos med terapevtom in klientom, okolje in socialni kontekst posameznikovega življenja ter situacijsko samoregulacijo. 
Gestalt terapijo so razvili Fritz Perls, Laura Perls in Paul Goodman v 40-ih in 50-ih letih.
Na F. Perlsa so vplivali Reich, Jung in Freud, a je Perls zavrnil verbalni pristop (pomoč skozi pogovor) klasične psihoanalize. Poudarja tudi bistveno razliko med gestalt terapijo in psihoanalizo: namen gestalt terapije je bolj samoizražanje kot samospoznavanje.
Pri gestalt terapiji je pomembnejše, kaj se dogaja v trenutku oz. med pogovorom med terapevtom in klientom, kot to, kaj je vsebina pogovora. Gestalt terapija je ena izmed metod čuječnosti (mindfullness). Ta pristop omogoči, da se klient sčasoma zave, kaj počne v tem trenutku in kaj se v njem dogaja, in tako lahko sproži samospremembe (Bessier, Fagan, and Shepherd 1970). V gestaltu pogosto uporabljen pojem zavedanje (awareness) lahko označimo kot aktiven proces organizma in okolja, da se oblikujeta/organizirata v smiselno celoto.
Gestalt terapija se izvaja v skupinah in v obliki delavnic, za razliko od psihoanalize, ki poteka "ena na ena" skozi daljše časovno obdobje ter se ukvarja z nezavednim in njegovim vplivom na trenutno delovanje človeka (Freud 2009).